# Tillandsia coalcomanensis
Tillandsia coalcomanensis är en gräsväxtart som beskrevs av Renate Ehlers. Tillandsia coalcomanensis ingår i släktet Tillandsia och familjen Bromeliaceae. Inga underarter finns listade i Catalogue of Life.